# NGC 990
NGC 990 este o galaxie eliptică situată în constelația Berbecul. A fost descoperită în 21 septembrie 1786 de către William Herschel. Se află la o distanță de 46,9 de megaparseci de Pământ.